# 小行星4695
小行星4695（4695 Mediolanum）是一颗围绕太阳公转的小行星。1985年9月7日，亨利·德波鸿诺在拉西拉天文台发现了此天体。
这颗小行星的绝对星等为273.3905076674866等。